# Helen Dohlmann
Helen Sofie Dohlmann (født 21. oktober 1870 i København, død 27. maj 1942 på Frederiksberg) var en dansk billedhugger. Forældrene var fabriksejer Peter Andreas Dohlmann og Agathe Viale.  

## Uddannelse
Helen Dohlmann indledte sin uddannelse i Paris, hvor hun studerede hos de to billedhuggere Paul Dubois (en) (1829-1905), som underviste på Académie Julian, og Jean-Antoine Injalbert (en) (1845-1933), som underviste ved Académie Colarossi og École des Beaux-Arts.
Skulpturstudierne fortsatte i København hos billedhuggeren Stephan Sinding (1846-1922). Hun arbejdede endvidere med maleri i udlandet hos hos maleren Richard E. Miller (en) (1875-1943).
Hun er begravet på Solbjerg Parkkirkegård.

## Rejser og udlandsophold
Paris og Italien

## Udstillinger
- Charlottenborg Forårsudstilling adskillige år mellem 1904 og 1932
- KE 1913-1915
- Landsudstillingen Aarhus 1909
- Glaspalast (de) München 1909
- Salonen Paris flere gange
- Den baltiske udstilling Malmö 1914
- Kvindelige Kunstneres Retrospektive Udstilling, København 1920
- Kunstnerforeningen af 18. november adskillige gange mellem 1921 og 1942
- Kvindelige Kunstneres Samfund 1930

## Stipendier og udmærkelser
Mention Honorable på Salonen i Paris

## Kunstnerisk virke
Et af Helen Dohlmanns tidligste værker, Sorg, sarkofag med figur, blev udstillet på Salonen i Paris, hvor det blev omtalt hæderligt. Det blev senere udstillet på Charlottenborg og i München. Flere af hendes senere skulpturer rummer et stærkt følelsesladet og dramatisk indhold, tydeligt påvirket af Stephan Sinding og den samtidige franske skulptur.
Hun deltog i flere konkurrencer for offentlige monumenter i Danmark. Hendes værker inkluderer en buste af hospitalsdirektør H.V.S. Gredsted ved det tidligere Københavns Kommunehospital, nu en del af Københavns Universitets City Campus. 

### Fortegnelse over værker
- En dreng, der spiller på fløjte (udstillet 1904)
- Sorg, sarkofag med figur
- Forladt, moder med barn (gips, udstillet 1909) Tilhører Vejen Kunstmuseum
- Hospitalsdirektør Gredsted (buste, bronze 1912, Københavns Kommunehospital )
- Udkast til monument over Natalie Zahle (erhvervet af Zahles Skole, København)
- Hagar og Ismael (gips, udstillet 1917) Tilhører Vejen Kunstmuseum
- En dreng, der leger hest på en skildpadde (bronze, udstillet 1921)

| - Værker af Helen Dohlmann - Statuen "Forladt", 1904 Vejen Kunstmuseum - Hospitalsdirektør Gredsted, 1912 - Gredsted-busten ved det tidligere kommunehospital i København |